# Batalla de Serravalle
La batalla de Serravalle fue un enfrentamiento armado perteneciente a la guerra italiana de 1542 - 1546. La batalla tuvo lugar el 2 de junio de 1544 y enfrentó a las tropas españolas e imperiales, comandadas por Alfonso de Ávalos, marqués del Vasto, contra tropas de mercenarios italianos al servicio de Francia, comandadas por Piero Strozzi y Giovan Francesco Orsini, conde de Pitigliano.

## Antecedentes
A pesar del colapso del ejército imperial-español bajo Alfonso d'Avalos en la Batalla de Ceresole (español: Cerisoles), la batalla demostró ser de poca importancia estratégica. Ante la insistencia de Francisco I de Francia, el ejército francés de Francisco de Borbón reanudó el asedio de Carignano, donde Pirro Colonna resistió durante varias semanas. Poco después de la rendición de la ciudad, la inminente invasión de Francia por las fuerzas del emperador Carlos y Enrique VIII de Inglaterra obligó a Francisco a retirar gran parte de su ejército de Piamonte, dejando al conde de Enghien sin las tropas que necesitaba para tomar Milán. Consciente de estas carencias, el condottiero italiano Piero Strozzi, leal a los franceses, reclutó a 10.000 soldados en Mirandola y puso rumbo a Milán para asistir a Borbón.

## Batalla
La ayuda mercenaria jamás llegó a los franceses, ya que Alfonso de Ávalos había logrado rehacerse de su derrota en Cerisoles lo suficiente como para volver a la carga, y les interceptó en Serravalle. Alcanzado por la vanguardia española al mando de Fernando Sanseverino de Aragón, Strozzi se vio cercado en los márgenes del Po, a poca distancia de Génova, y obligado a trabar combate. Una compañía de gendarmes franceses había sido enviada para enlazar con Strozzi, pero no llegó a tiempo.
La situación con respecto a Cerisoles se había invertido, y ahora eran los franceses los que estaban en gran inferioridad de caballería. A pesar de ello, la superioridad numérica les permitió imponerse momentánemente, hasta que la caballería italoespañola apoyada por 1.000 arcabuceros logró haceres romper filas. La batalla fue sangrienta, pereciendo 4,000 hombres entre ambos bandos, pero los imperiales se impusieron, capturando a Strozzi y haciendo rendirse a 5.000 mercenarios supervivientes. Sólo algunas bandas dispersas lograron alcanzar a Borbón, que se vio obligado a levantar el asedio con tan pocos efectivos. El resultado de la batalla fue una completa victoria española, dejando el Ducado de Milán en manos del emperador. 